# Schlesischer Botanischer Garten (Mikołów)

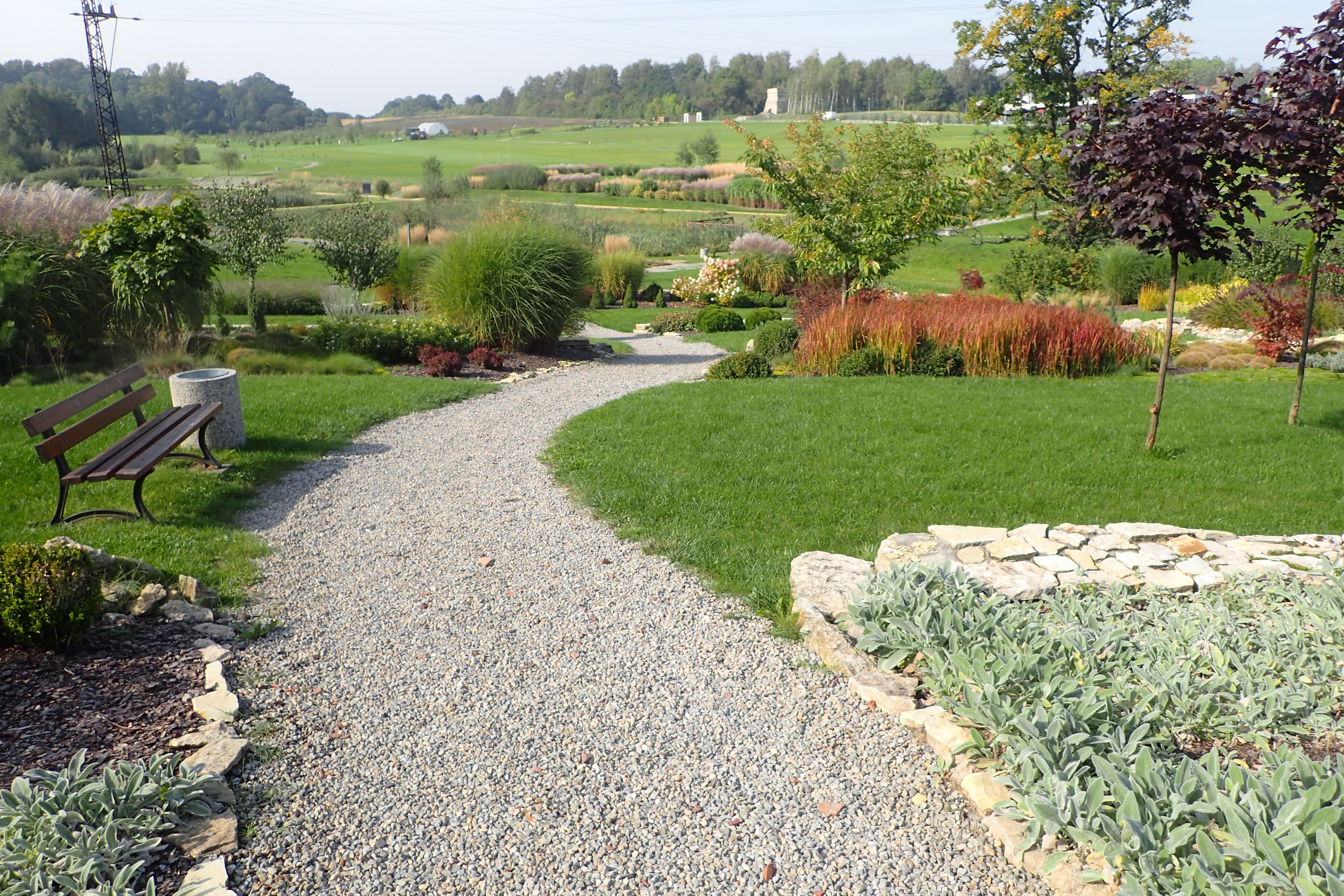
Schlesischer Botanischer Garten

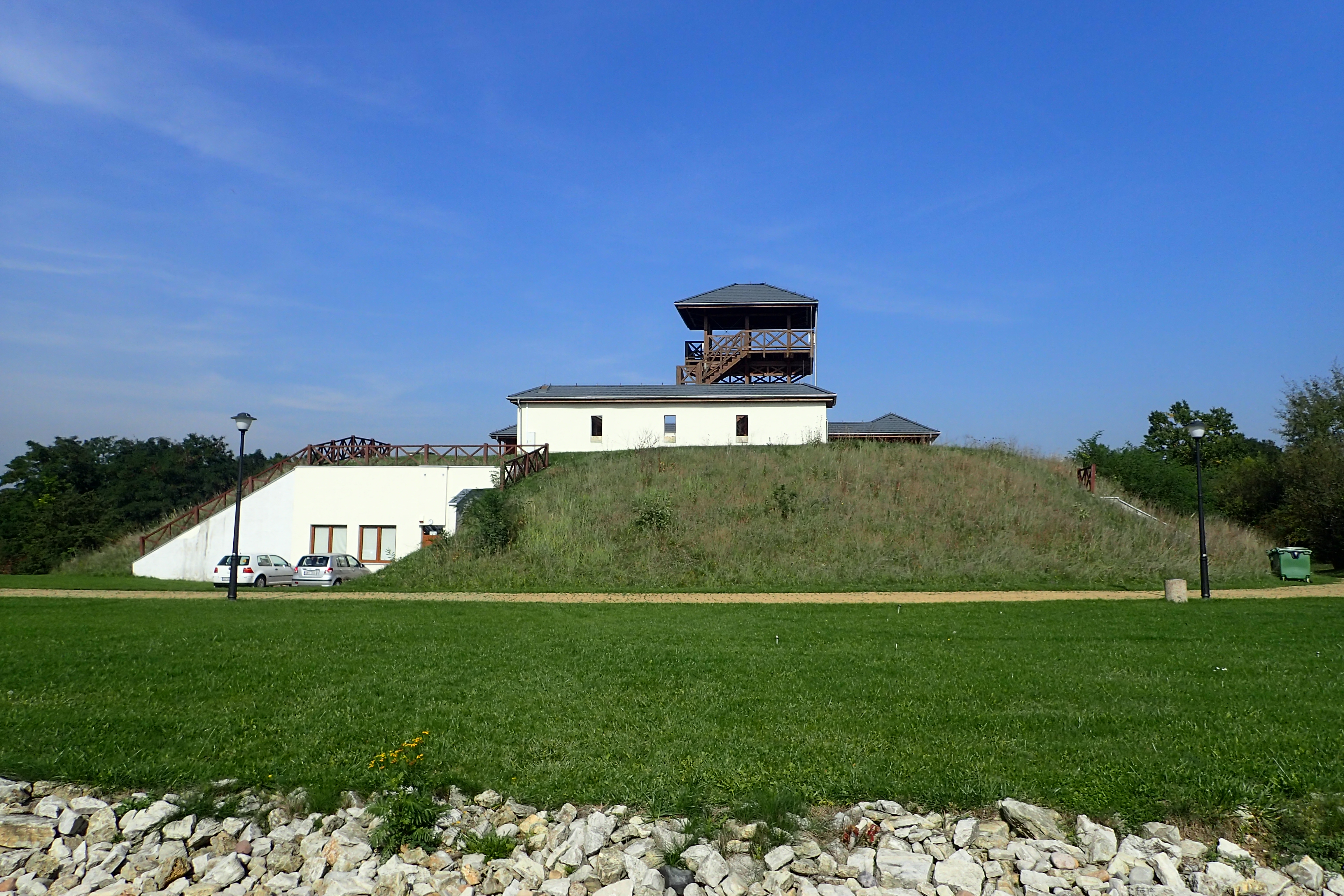
Ansicht des Gartens

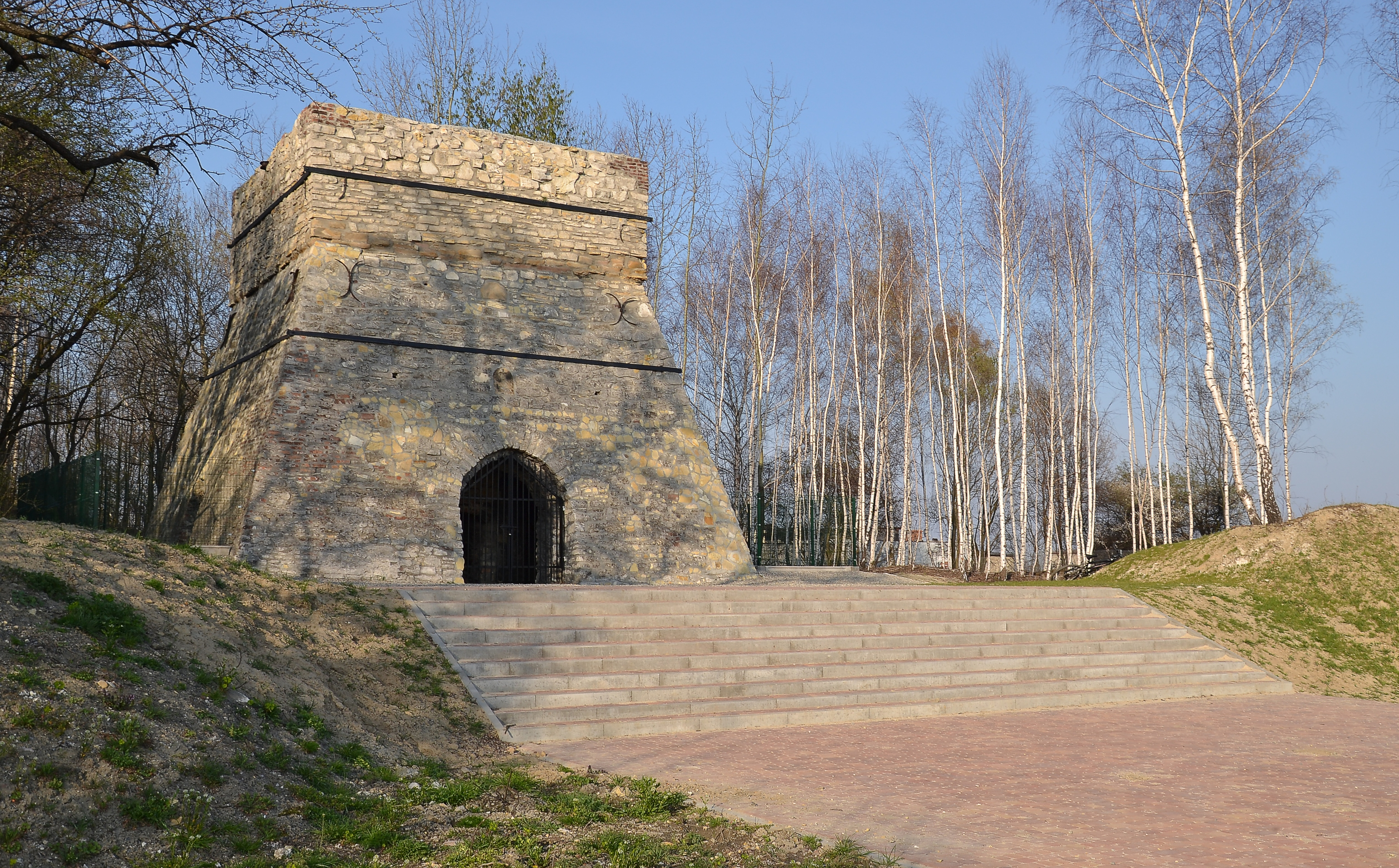
Ehemaliger Kalkofen

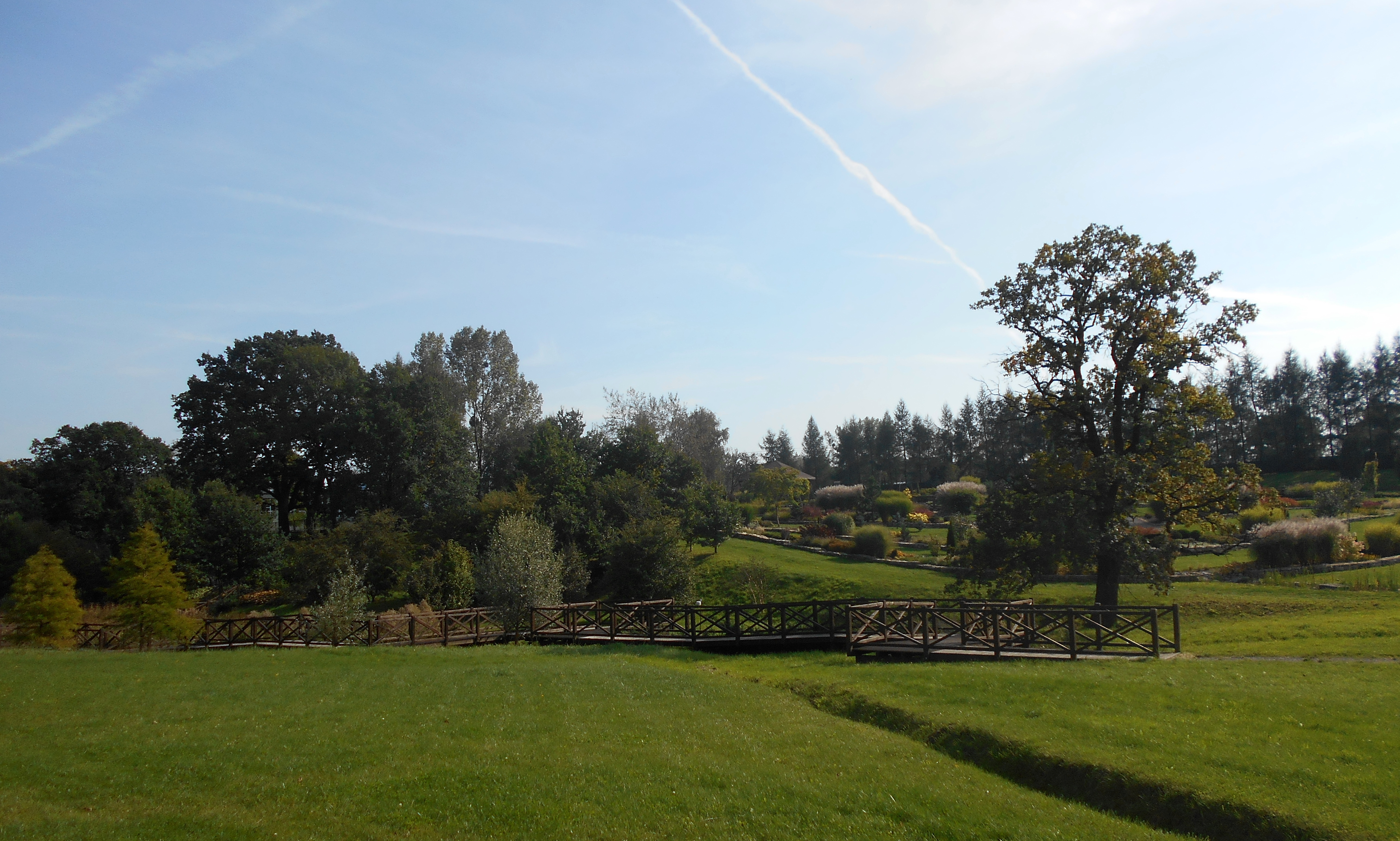
Blick auf den Botanischen Garten

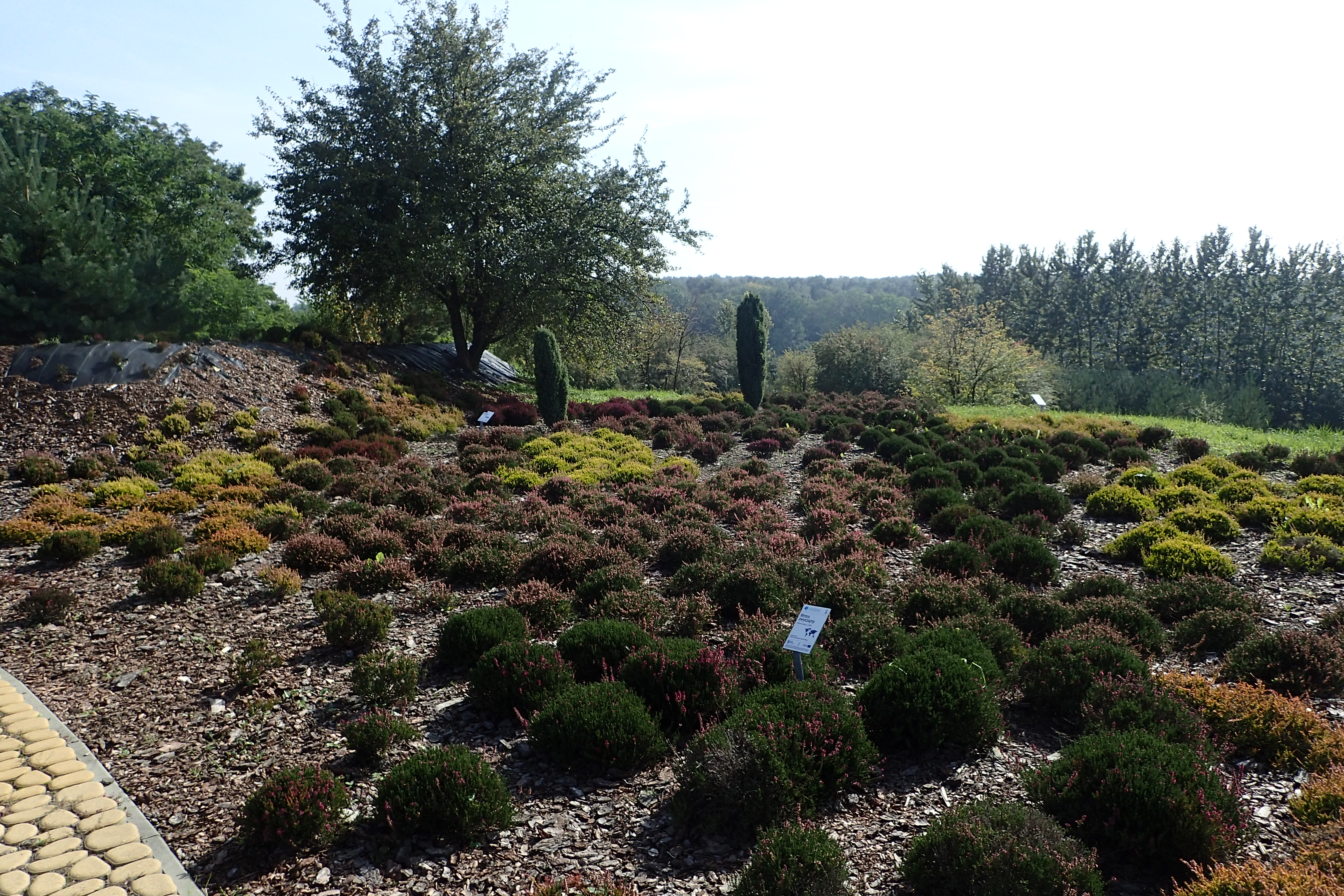
Heidekrautsammlungen

Der Schlesische Botanische Garten im oberschlesischen Mikołów (deutsch: Nikolai) wurde 2007 im Stadtteil Mokre (Mokrau) angelegt und ist heute etwa 100 Hektar groß. Der Botanische Garten ist im Besitz des Trägervereins Śląski Ogród Botaniczny Związek Stowarzyszeń, eines Zusammenschlusses aus der Woiwodschaft Schlesien, der Polnischen Akademie der Wissenschaften, der Schlesischen Universität Kattowitz, dem Powiat Mikołowski, dem Powiat Raciborski, der Gemeinde Mikołów, der Gemeinde Radzionków, der Gemeinde Racibórz, der Gemeinde Lyski, Towarzystwo Przyjaciół Ślaskiego Ogrodu Botanicznego, Towarzystwo Miłośników Ziemi Raciborskiej, Stowarzyszenie Wspólnota, Stowarzyszenie Golf Park Mikołów und Rudzkie Towarzystwo Przyjaciół Drzew.
Der Botanische Garten besteht aus zwei räumlich voneinander getrennten Teilen: dem Gelben Garten und dem Roten Garten. Ein weiterer Teil mit der Bezeichnung Weißer Garten ist in Planung.
Der Schlesische Botanische Garten soll, der ursprünglichen Zukunftsvision nach, Teil eines Ensembles werden, zu dem auch ein Ökologischer Landschaftspark (182 Hektar), ein Vergnügungspark mit Flächen für Gartenausstellungen (zusammen 19 Hektar) und eine umgebende Pufferzone (192 Hektar) mit Erhaltung der bestehenden Nutzung gehören werden. Dieser zukünftig 530 Hektar große Natur- und Landschaftskomplex soll den Namen Schlesische Landschafts- und Erholungszone tragen. Der Botanische Garten selbst sollte eine Größe von 133 Hektar haben.

## Geschichte
1996 fiel die Entscheidung, auf einem Gelände in Mikołów einen neuen Botanischen Garten anzulegen. Dieser Entschluss wurde aufgrund der besonderen ökologischen Gegebenheiten in diesem Bereich gefasst. Dafür sollte die erforderliche Fläche durch die Stadt durch Beschluss freigehalten werden. Es gründete sich zu diesem Zweck ein Verein für die Gründung des Schlesischen Botanischen Gartens, der 2003 eingetragen wurde. 2006 erhielt der Verein von der Woiwodschaft Schlesien die Erlaubnis, einen Botanischen Garten in Mikołów anzulegen. Im Januar 2007 erhielt die Stadt Mikołów vom Woiwodschaftsamt das Grundstück für den künftigen Garten. 2009 hatte der Schlesische Botanische Garten eine Fläche von 79 Hektar.
Einige Jahre danach wurde in Radzionków (Radzionkau) ein Botanischer Garten mit demselben Namen gegründet.

## Beschreibung und Sammlung
Der Schlesische Botanische Garten und seine Pflanzensammlungen sind in fünf verschiedene Arbeitsräume bzw. Arbeitsfelder eingeteilt: die Zierpflanzensammlung, die Sammlung für Wissenschaft und Vorbeugung, die Lebensraum-Sammlungen, die Umweltbildung und Studien über Anpassungsfähigkeiten.
In der Obstbaumabteilung findet man Apfelbäume (Malus), Birnenbäume (Pyrus), Kirschbäume (Prunus cerasus), Pflaumen (Prunus domestica), Himbeersträucher (Rubus idaeus), Apfelbeeren (Aronia), Stachelbeeren (Ribes uva-crispa) und Johannisbeeren (Ribes). Zudem wurde ein Weinberg mit verschiedenen Weinsorten angelegt.
In der Sammlung von Energiepflanzen finden sich Korb-Weide, Purpur-Weide, Riesen-Chinaschilf, Rutenhirse, Topinambur, Virginiamalve, dornenlose Rosen und Durchwachsene Silphie.
In der Kulturpflanzensammlung finden sich u. a. Weizen, Gerste, Roggen, Hafer, Raps, Sonnenblumen, Mais, Flachs und Kürbisse sowie Lupinen, Klee, Phacelia, Senf und Buchweizen und Kräuter und Heilpflanzen wie Thymian, Majoran, Liebstöckel, Sonnenhüte und Wermut.
Zur Zierpflanzensammlung gehören Rhododendren und Azaleen, Magnolien, eine Heidekraut-Sammlung, Zimterlen, Hartriegel, Schneeball, Vogelbeere, Ahornbäume, Eichen, Schwarzer Tupelobaum, Geißblatt und Japanische Hainbuche sowie Fichten-, Tannen- und Kiefernarten. Zudem gibt es eine Ziergrassammlung.
Derzeit verfügt der Garten über eine Sammlung von etwa 1210 Pflanzensorten.